# Mustafa Șentop
Mustafa Șentop (n. 6 august 1968, Tekirdağ, Turcia) este un politician turco-albanez, membru al Partidului Justiției și Dezvoltării (PJD) din Turcia. Șentop a fost membru al parlamentului, reprezentând districtul electoral Istanbul în trei rânduri.
Pe 24 februarie 2019, Mustafa Șentop a fost ales în funcția de președinte al Marii Adunări Naționale.